# Тябло
Запрос Темплон перенаправляется сюда. На эту тему нужна отдельная статья.

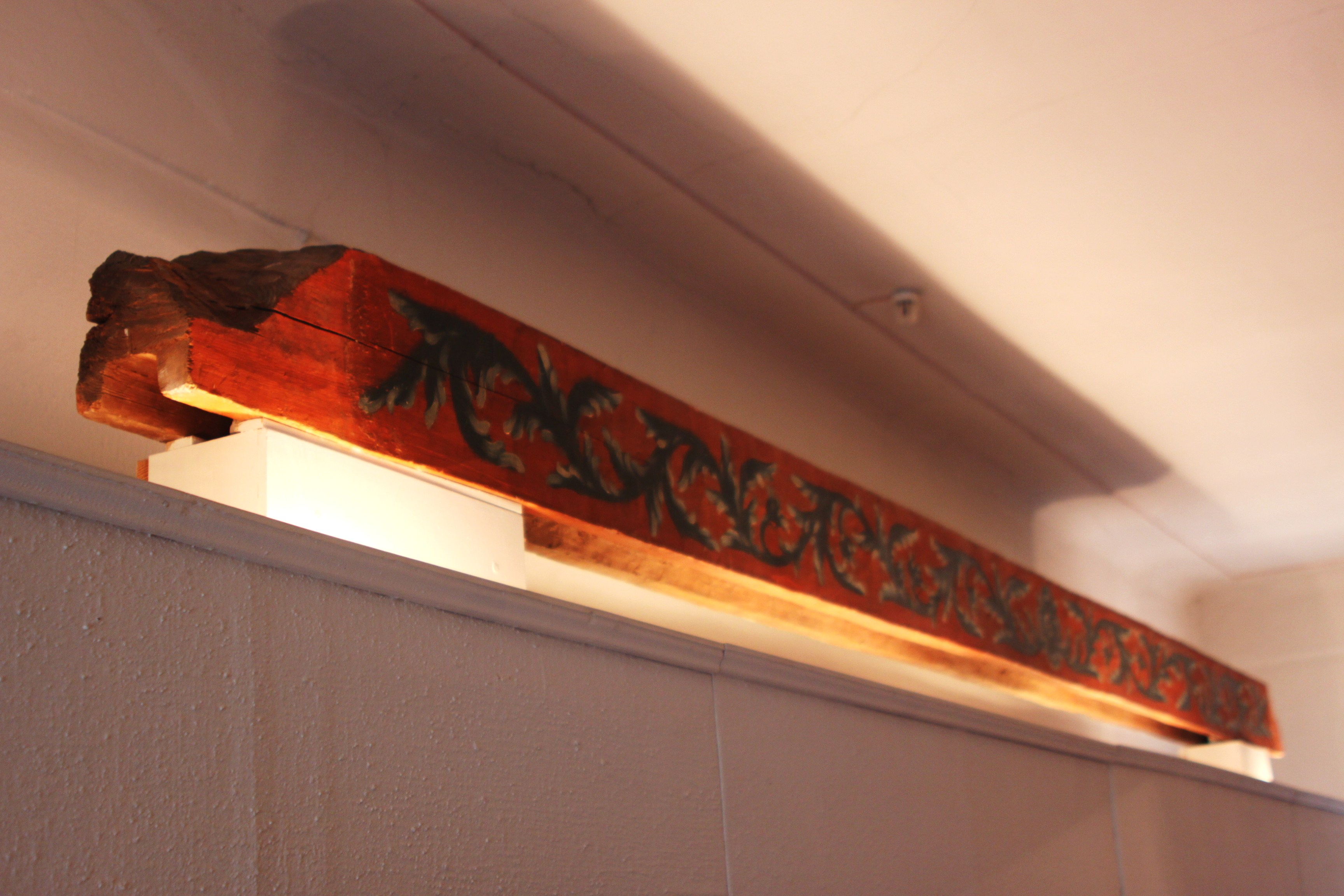
Тябло. Псков, XVIII век. Псковский музей-заповедник

Тябло́ (греч. τέμπλον — темплон, алтарная преграда, неверно от лат. tábula — доска) — деревянный брус алтарной преграды, использующийся для установки икон.

## Византийский темплон
В византийских, раннехристианских и романских храмах Италии алтарную часть отделяли от нефа и пресбитерия невыской мраморной преградой — стенкой с колонками, несущими горизонтальную балку — архитрав (эпистиль), к которому подвешивали вотивные лампы (ср.-греч. τέμπλον, от лат. templum — храм, святилище). Такие же темплоны находились в интерколумниях боковых нефов. Центральную часть иногда оформляли порталом в виде арки.
Согласно одной из версий, некоторые арочные темплоны (их происхождение связывают с проскениумами античных театров или с архитектурой древнеримских триумфальных арок) символизируют вход в храм Соломона в Иерусалиме. В отдельных случаях темплоны представляли собой трёхарочный портал — трибелон.
Темплоны были особенно распространены в VI—VII веках. Нижнюю часть украшали рельефами или мозаичными изображениями. На архитраве со временем стали помещать иконы. Интерколумнии (пространство между колоннами темплона) вначале закрывали занавесками, символизирующими «запирание дверей и занавес над ними».
Классические образцы ранних темплонов сохранились в римской церкви Санта-Мария-ин-Козмедин и в Соборе на острове Торчелло в Венецианской лагуне. Мраморные темплоны имелись в базиликах на островах Фасос и Лесбос, Сант-Аполлинаре Нуово в Равенне (сохранилась только нижняя часть), соборе Св. Маркa в Венеции (мраморные плиты X века доставлены из Константинополя) и в храме Св. Софии в Константинополе (Реконструкции А. Орландоса), в Латеранской базилике в Риме (из серебра со статуями Христа и апостолов, не сохранился), некоторые имели изображения в круглых медальонах — так называемый фастигиум (навершие).
В странах Северной Европы темплоны со временем превратились в леттнеры.

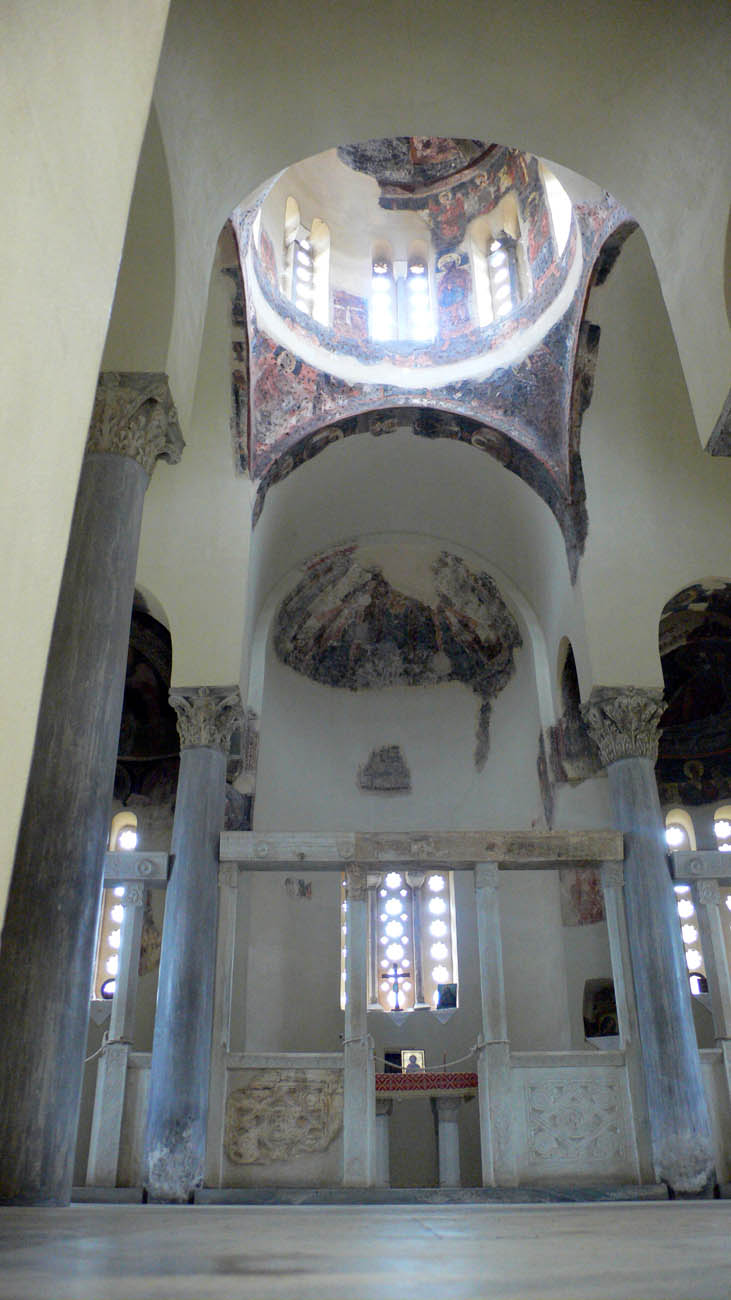
Темплон церкви Святых апостолов в Афинах
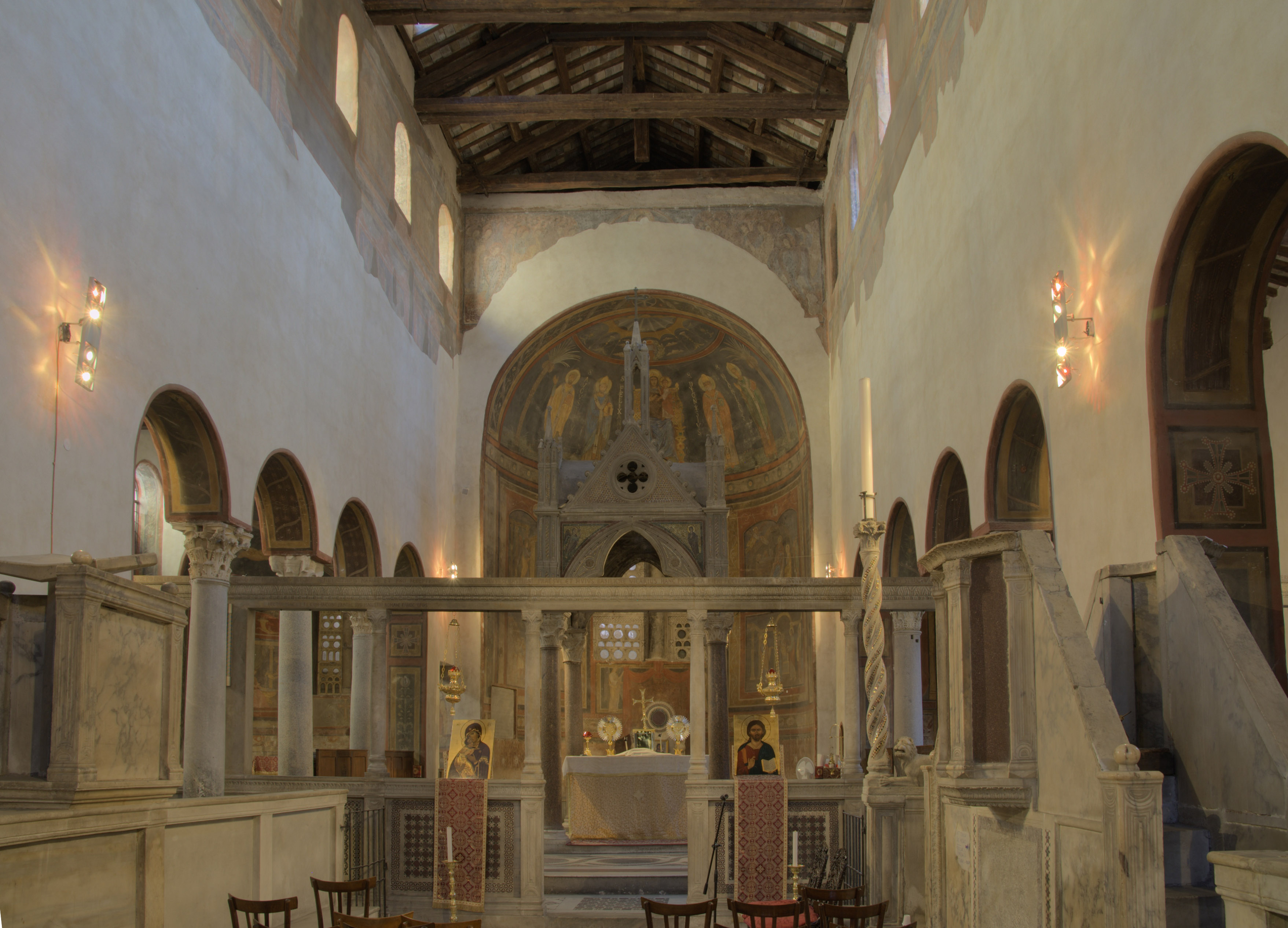
Темплон церкви Санта-Мария-ин-Козмедин в Риме
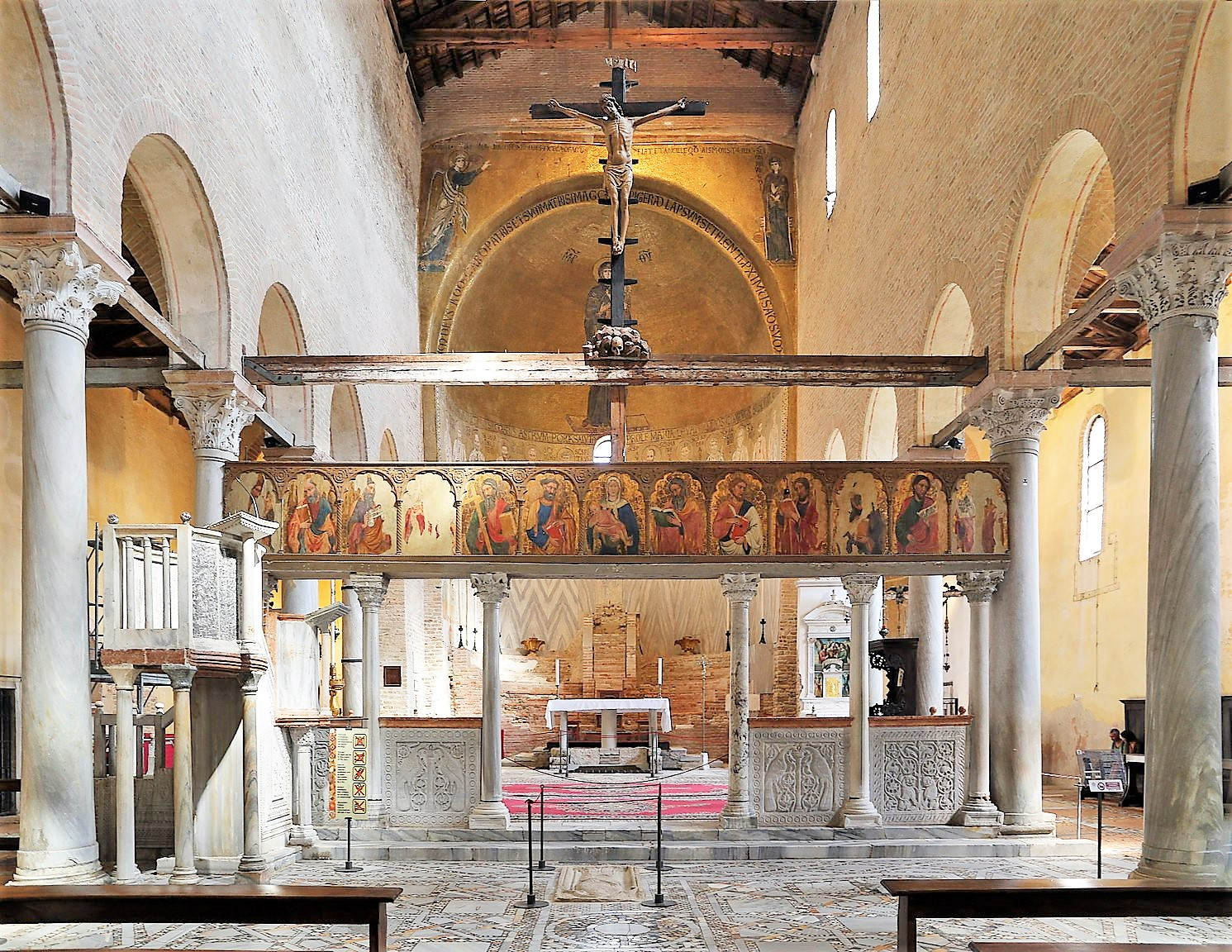
Темплон собора Санта Мария Ассунта (Вознесения Девы Марии) на о. Торчелло
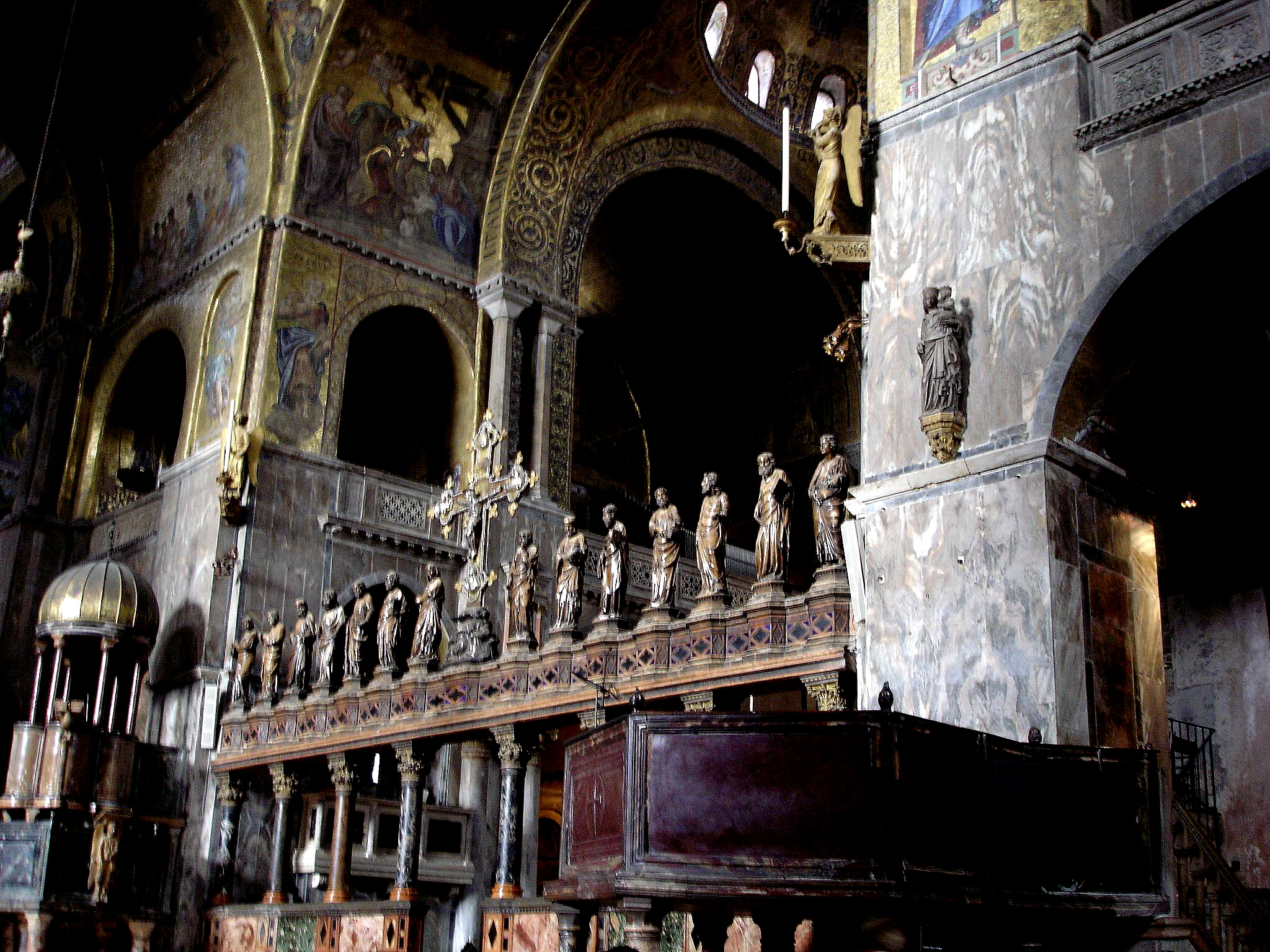
Темплон собора Сан-Марко в Венеции

## Устройство тяблового иконостаса

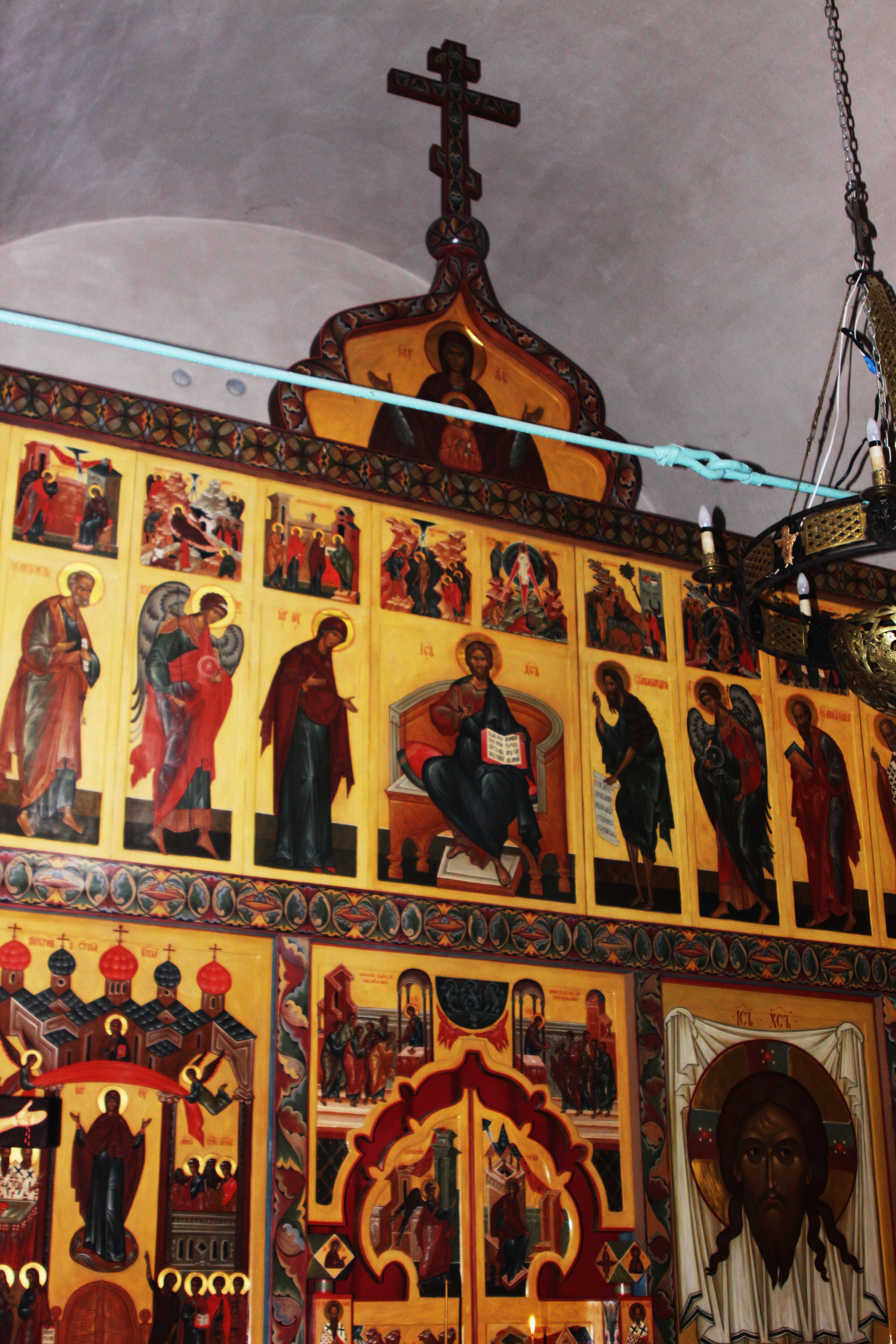
Тябловый иконостас в церкви Покрова (из церкви Покрова и Рождества Богородицы) в Пскове

Концы тябла вставляются в специальные углубления в кладке стен. Иконы устанавливались впритык одна к другой, позднее между горизонтальными тяблами стали устанавливать вертикальные столбики, разделяющие иконы. Каждое горизонтально установленное тябло несёт один ряд икон, и соответственно, в зависимости от количества рядов иконостас назывался двутябловым, трёхтябловым и т. д.
Над Царскими вратами тябло может переходить в широкую доску («коруну»), обычно с написанным на ней Деисусом.
На верхней и/или нижней поверхности тябла находятся пазы для установки икон. Средняя глубина пазов для икон в тяблах равняется 2 см или несколько больше. В иконостасах небольших русских храмов XV—XVII веков высота тябловых брусьев равнялась примерно 15-16 см.
Тябла часто расписывались (обычно растительным или геометрическим орнаментом) или украшались резьбой.

## История
Исторически тябло вероятно происходит от архитрава алтарной преграды византийского храма. На Руси тяблом также называли доску над Царскими вратами в отсутствие других рядов иконостаса. В таких случаях на тябле мог быть изображён Деисус или Тайная вечеря.
Тябловые иконостасы имели широкое распространение в XV—XVII веках, но с приходом эпохи барокко вытеснены резными («флемскими») каркасными иконостасами. Это, в свою очередь, сопровождается изменением конструкции храма: тябловый иконостас предполагал открытую алтарную арку, каркасный иконостас, являясь гигантской рамой для икон, становится глухой стеной с небольшими проёмами для входа в алтарь.
Возрождение интереса к тябловому иконостасу наблюдалось в начале XX века. Так, известно несколько тябловых иконостасов, написанных Дмитрием Стеллецким:
- иконостас церкви Николая Чудотворца в поместье родителей иконописца вблизи Беловежской пущи (сейчас принадлежит собранию Семёновых-Тян-Шанских, в церкви Петра и Павла в коммуне Шатне-Малабри под Парижем (1916, 1939—1940);
- иконостас церкви Сергия Радонежского Сергиевского подворья в Париже (ноябрь 1925—1927);
- иконостас церкви Знамения Божией Матери в Париже (1928)[15].

В 1980-е годы в нижней церкви храма святых отцов семи Вселенских соборов Свято-Данилова монастыря в Москве архимандрит Зинон (Теодор) создаёт трёхъярусный иконостас, стилизованный под тябловый, с акцентом на иконописные образы, после чего во многих храмах в конце 1980-х — начале 1990-х годов появляются подобные «тябловые» иконостасы, украшенные лёгкой росписью или скромной резьбой.

## Сходные значения
- Тя́бло (ударение на первый слог) — в заволжских деревнях — полка с иконами в красном углу[16].
- Тябло́ — наклонная балка в пирамидальном потолке типа «небо» в церковной архитектуре Русского Севера.